# Efe Ambrose
Efeturi Eric Ambrose (Kaduna, 1988. október 18. –) nigériai válogatott labdarúgó, a Queen of the South játékosa.

## Pályafutása

### Klubcsapatokban
Hazájában a Kaduna United és a Bayelsa United csapataiban szerepelt. 2010 és 2012 között az izraeli MSZ Asdód csapatának játékosa volt. 2012 nyarán 3 évre aláírt a skót Celtic FC csapatához. 2017. február 28-án kölcsönbe a Hibernianhoz került. Kölcsönszerződését követően 2 évre aláírt, mivel a Celticnél lejárt a szerződése.

### A válogatottban
Részt vett a 2007-es U20-as labdarúgó-világbajnokságon és a 2008. évi nyári olimpiai játékokon. Bekerült a 2013-as afrikai nemzetek kupáján részt vevő keretbe, a tornát megnyerték. A 2013-as konföderációs kupán és a 2014-es labdarúgó-világbajnokságra utazó keretbe is meghívót kapott.

## Sikerei, díjai

### Klub
- Bayelsa United
  - Nigériai bajnok: 2010
- Kaduna United
  - Nigériai kupa: 2008–09
- Celtic
  - Skót bajnok: 2012–13, 2013–14, 2014–15, 2015–16
  - Skót kupa: 2012–13
  - Skót ligakupa: 2014–15
- Hibernian
  - Skót másodosztály bajnoka: 2016–17

### Válogatott
- Nigéria
  - Afrikai nemzetek kupája: 2013